# Inveraray
Inveraray (Inbhir Aora en gaélico) es un burgo real de Argyll and Bute, Escocia. Es un pueblo tradicional de Argyll y era el antiguo hogar del Duque de Argyll, quien lo fundó en 1745, junto a su vivienda, el Castillo de Inveraray.
Sus distintivas construcciones blancas en la orilla del loch hacen a Inveraray un destino turístico muy popular gracias a su gran número de atracciones, entre ellas el castillo. También se encuentra la cárcel de Inveraray es ahora un museo. Otras atracciones incluyen el Museo Folclórico de Argyll en Auchindrain. La Cruz de Inveraray, de características célticas puede ser vista desde la torre y el barco Pingüino Ártico es un museo marítimo que está amarrado al muelle de la ciudad. El Shinty es el juego local más popular, Inveraray Shinty Club son los campeones escoceses, coronados en el 2004.
Alan Bennett, el dramaturgo, escribe graciosamente sobre su cena en Inveraray en su libro autobiográfico "Historias no contadas".
- Datos: Q219530
- Multimedia: Inveraray / Q219530